# Hélène Langevin-Joliot

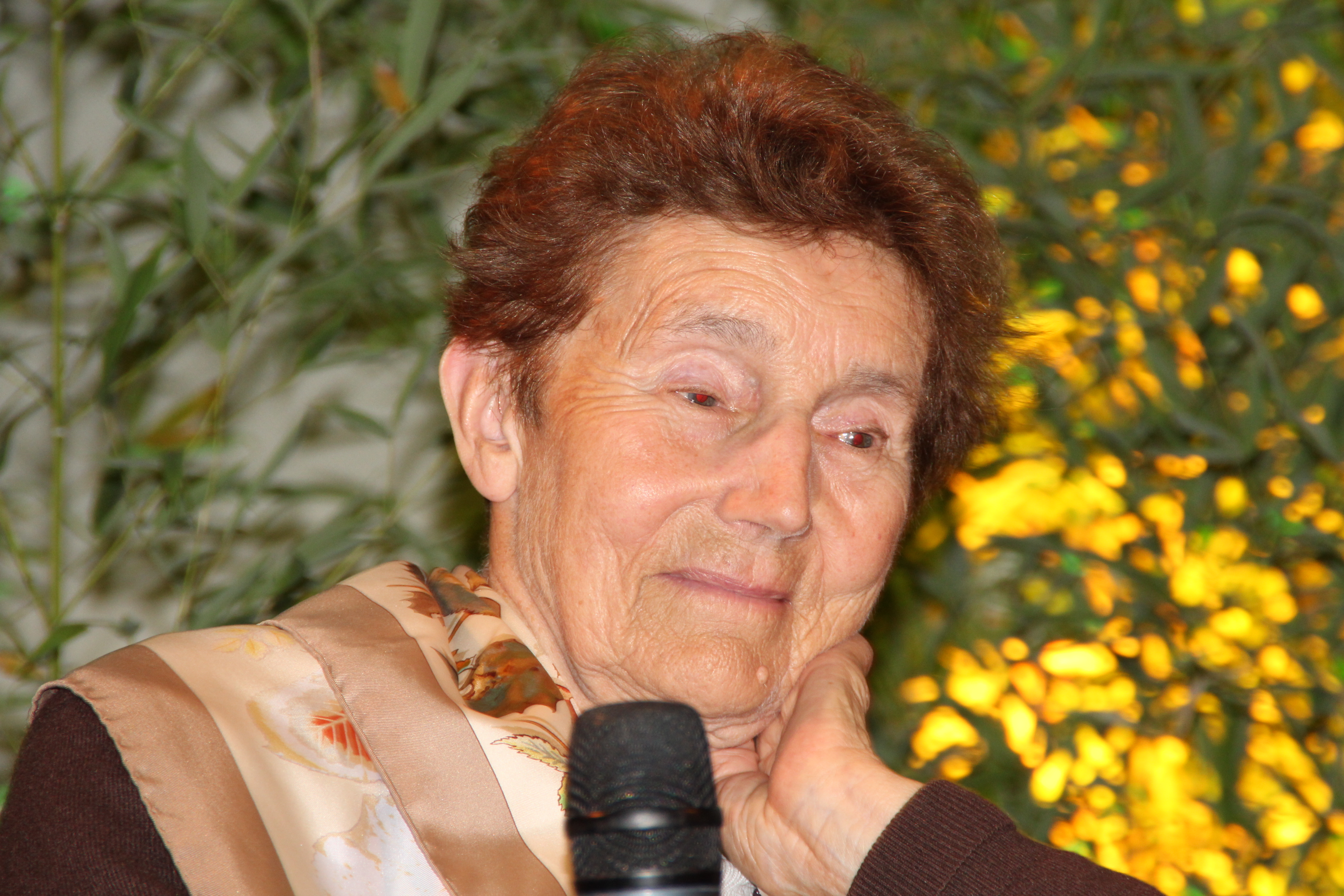
Hélène Langevin-Joliot (2012)

Hélène Langevin-Joliot (geborene Gabrielle Hélène Joliot-Curie; * 19. September 1927 in Paris) ist eine französische Kernphysikerin, die als Professorin am Institut für Kernphysik an der Universität von Paris lehrte.

## Leben
Langevin-Joliot besuchte das Lycée Marie-Curie in Sceaux und erhielt ihre wissenschaftliche Ausbildung an der École Municipale de Physique et de Chimie Industrielles de la Ville de Paris (wo ihre Großeltern Marie und Pierre Curie das Radium entdeckt hatten) sowie am Nationalen Institut für Kern- und Teilchenphysik französisch Institut national de physique nucléaire et de physique des particules (IN2P3), einer Forschungsstätte in Orsay, die von ihren Eltern Irène Joliot-Curie und Frédéric Joliot-Curie gegründet worden war. Sie doktorierte 1956 und leitete später die Abteilung für Kernphysik am IN2P3.
Als Professorin lehrte sie Kernphysik an der Universität von Paris bzw. nach deren Aufteilung 1971 an der Universität Paris-Süd (Paris 11) in Saclay. Ferner war sie bis zu ihrer Emeritierung im Jahr 2005 am Centre national de la recherche scientifique (CNRS) (deutsch Nationales Zentrum für wissenschaftliche Forschung) tätig, zuletzt in der Funktion als Forschungsdirektorin.
Bekannt wurde sie aufgrund ihrer Arbeiten über Kernreaktionen mittlerer Energien und Zustände von Atomkernen, die die individuellen Bewegungen von Nukleonen mit hoher Anregungsenergie aufzeigen. Sie engagiert sich einerseits für die Bewahrung des wissenschaftlichen Erbes, andererseits für die Förderung der wissenschaftlichen Kultur und die Stellung der Frau in der Wissenschaft. Mit der Anwendung der Kernphysik im medizinischen Bereich, sowohl bei der Diagnose und Behandlung von Krankheiten wie Krebs (Brachytherapie, Cobaltherapie, Protonentherapie usw.) als auch bei fortschrittlichen medizinischen Bildgebungsverfahren, sucht sie als eine Frau des Friedens die negativen Auswirkungen bestimmter Aspekte der Kernenergie auszugleichen.
Von 1982 bis 1986 war Langevin-Joliot Vorsitzende der Kommission für Kernphysik des Nationalen Komitees des CNRS, von 1985 bis 1992 Mitglied des wissenschaftlichen Rates des parlamentarischen Büros für wissenschaftliche und technische Entscheidungen (OPSCT). Sie ist auch bekannt für ihren Einsatz, Frauen aktiv zu ermutigen, eine Karriere in wissenschaftlichen Bereichen zu verfolgen. In der Jury des Marie-Curie-Preises, der an herausragende europäische Forschende verliehen wird, ist sie die Vorsitzende. Von 2004 bis 2012 war sie Präsidentin der Französischen Rationalistischen Union.

## Familie
Langevin-Joliot stammt aus einer Familie bekannter Wissenschaftler.
- Ihre Großeltern mütterlicherseits waren Marie und Pierre Curie, berühmt für ihre Erforschung der Radioaktivität, für die sie 1903 gemeinsam mit Henri Becquerel den Nobelpreis für Physik erhielten. Marie Curie ist die einzige Person, die den Nobelpreis in zwei verschiedenen wissenschaftlichen Disziplinen erhalten hat; der zweite Nobelpreis für Chemie wurde ihr 1911 für ihre Entdeckungen der Elemente Radium und Polonium verliehen.[7] Der Großonkel Jacques Curie war Professor für Mineralogie.
- Ihre Eltern, Jean Frédéric Joliot-Curie (geb. Jean Frédéric Joliot) (der von Marie Curie betreut wurde) und Irène Joliot-Curie (geb. Irène Curie), gewannen 1935 einen Nobelpreis für Chemie „für ihre gemeinsam durchgeführten Darstellungen von neuen radioaktiven Elementen“.
- Ihr Bruder Pierre Joliot ist ein bekannter Biochemiker, der Beiträge zur Erforschung der Photosynthese geleistet hat.

Als Reaktion auf das Vermächtnis ihrer Familie gewährt Langevin-Joliot regelmäßig Interviews und hält Vorträge über deren Geschichte. Ihr Wissen über die Geschichte ihrer Familie führte dazu, dass sie die Einleitung zum Buch Radiation and Modern Life: Fulfilling Marie Curie’s Dream (2004), einschließlich einer kurzen Geschichte der Curies verfasste.
Ihr Ehemann, Michel Langevin (1926–1985), war ein Enkel des berühmten Physikers Paul Langevin (der 1910 die sogenannte „Langevin-Affäre“ mit der verwitweten Marie Curie, Hélènes Großmutter, hatte) und ebenfalls Kernphysiker am Institut war. Ihr Sohn Yves (* 1951) ist Astrophysiker.
Langevin-Joliot hat zwei Kinder:
- Françoise Langevin-Mijangos ⚭ Christian Mijangos
- Yves Langevin, Astrophysiker

## Ehrungen
- 2000: Offizier der Ehrenlegion
- 2013: Kommandeur der Ehrenlegion
- 11. Mai 2016: Ordre national du Mérite Großoffizier[11]
- 25. Oktober 2021: Ehrendoktor der Real Academia Europea de Doctores[12]
- 24. November 2021: Großkreuz[11][13]